# Галицький становий сейм
Галицький становий сейм, також Галицькі стани чи Стани Галицькі — протопарламент Королівства Галичини та Володимирії. Діяв у 1775–1848 роках.

## Історія
Патент Марії Терезії від 13 червня 1775 року включив Королівство Галичини та Володимирії до складу Станової організації провінцій Австрії. У ньому також йшлося про організацію на базі «Терезіянського статуту» як представницького органу різних соціяльних прошарків краю. Діяльність здійснювали на основі ординацій 1775 — основної, 1782, 1817 років.
Виконавчим органом був «Становий», або «Крайовий» комітет, який складався з послів, обраних зі складу депутатів на 6 років. До роботи приступали після затвердження кандидатур імператором (цісарем). Головою був губернатор, іноді керував найстарший віком посол-магнат. Посади були платні — 2 000 золотих ринських за весь термін роботи. Кожних два роки була ротація: дві нові кандидатури обирали таємним голосуванням, їх затверджував цісар. Комітет мав також: секретаря, архіваріуса, два переписувачі (копісти).
До першого складу входили:
- 1 представник від духовенства;
- по 3 від магнатів, лицарів[1].

Відповідно до патенту імператора цісаря Йосифа II від 1775 року, повинен був складатися з двох станів:
- магнатського: князів, графів, баронів; архиєпископів, єпископів, інфулатів латинського та греко-католицького обрядів,
- лицарського: шляхта, яка сплачувала не менше 75 золотих ринських (тобто 300 польських злотих) податків (так звана «домінікальна контрибуція»); пізніше — делегатів капітул (прелати і каноніки, інфулати) обидвох обрядів, представників міст (два делегати від Львова, фактично були третім станом).

Марія Терезія обіцяла представникам інших міст право брати участь у роботі сейму, але не дотрималась її.
Засідання відбувалися один раз у рік під керівництвом губернатора. Перед храмом шикувалися військо та поліція (або «шпилір» — почесна варта), проїзд був замкнутий залізним ланцюгом.
Повноваження були незначні, де-факто сейм був дорадчим органом при губернаторові. Зокрема, розглядав питання розподілу податків, складав необхідні документи, надсилав їх на розгляд Придворної канцелярії. Мав право безпосередньо звертатись до цісаря. Був «повинен у найнижчому послуху і покорі погоджуватися з усіма побажаннями, вказівками уряду».
Патент імператора Йосифа II від 20 січня 1782 року обновив «Терезіянський статут», увів його в дію з незначними змінами, що стосувалися переважно обмеження участі духовенства в його роботі, 11 вересня того року.
Урочиста інаугурація відбулася 1782 року за присутности близько 230 послів, які склали вірнопідданську петицію цісарю. Скликався тільки 3 рази (1784, 1786, 1788) для вирішення питання порядку обрання війтів та присяжних сільських громад, також для обрання нових членів Станового комітету.
У 1802 році за рішенням Галицького станового сейму місту було продано рештки Низького замку, який руйнувався.
16 вересня 1817 року засідання відбулось в приміщенні костелу єзуїтів Львова. З 1818 року засідання проводились в читальній залі бібліотеки університету.

## Члени

### Очільники
- Ігнацій Мйончинський